# Szamowscy herbu Prus I

Prus I herb Szamowskich

Szamowscy – polski ród senatorski pieczętujący się herbem Prus I

## Historia rodziny
Szamowscy wywodzili się z Szamowa położonego na północ od Łęczycy. Familia ta była znana także Bartoszowi Paprockiemu, który odnotował, że mego wieku były te domy z tej familii znaczne, jako dom Szamowskich w łęczyckiem województwie.

### Pochodzenie i wczesne wzmianki
Najwcześniej poświadczonym źródłowo protoplastą był Lekard (Lekhard) z Szamowa, znany jest od 1386 roku, kiedy to posiadał dobra w dziedzicznym Szamowie.

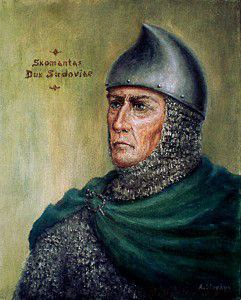
Skomand – wódz Jaćwingów

Według badań heraldycznych, Szamowscy oraz inne rody takie jak Głowaccy, Słubiccy, Studzieńscy, Swaroccy czy Żochowscy, tworzyły rozgałęzienie jednego pnia rodowego o pruskich korzeniach, wywodzącego się od Rukały, pruskiego arystokraty z XIII wieku. Rukała wedle historyka P. Szczurowskiego miał być bratem wodza Jaćwingów Skomanda, który tuż po upadku I powstania pruskiego emigrował do Korony i osiadł na ziemi książęcej w Grąblicach.
Wśród potomków Rukały powstał ród herbowy Słubica, z którego większość rodzin do końca XV wieku przeszła do herbu Prus, a sama Słubica stała się jedną z jego proklamacji.

### Wzrost polityczny i społeczny
Kariera polityczna Szamowskich nabrała przyspieszenia od Jana, który objął urząd kasztelana konarsko-łęczyckiego w 1485 roku, wprowadził ród do lokalnej elity szlacheckiej. Także polityka nabywania kolejnych wsi znajdujących się w pobliżu rodzinnego Szamowa jest niewątpliwym dowodem na jego dalekowzroczność i chęć zabezpieczenia swojej familii jak największego majątku ziemskiego. W 1487 roku otrzymał przywilej od króla Kazimierza Jagiellończyka na lokację na prawie niemieckim wsi Szamów oraz Wargawy Starej, pod koniec życia posiadał także wsie: Grabie, Siedlew, Osędowice, Skrzynki i Świniary. W 1513 przekazał urząd swojemu synowi Stanisławowi, zapewniając pozycję rodziny w senacie. W XVI wieku Jan Feliks Szamowski był kasztelanem gostyniński, kowalskim i brzezińskich w latach 1568–1589, a na początku XVII wieku Ermian Szamowski pełnił urząd kasztelana inowłodzkiego. Jan Szamowski, kasztelan gostyniński w latach 1665–1679, ufundował Kościół Matki Bożej Łaskawej i św. Wojciecha w Łowiczu. Jego wnuczka, Helena Szamowska, była zamężna z podskarbim wielkim litewskim Janem Michałem Sołłohubem. Jej portret znajduje się w muzeum Zamku w Oporowie, którego Sołłohub był właścicielem. Brat Heleny, Daniel Szamowski, działał jako przeor prowincji litewskiej i pisarz.
Franciszek Szamowski, zaangażowany w życie publiczne, licznie posłował na sejmy. Otrzymał nominację na stolnika łęczyckiego w 1684 roku. Był właścicielem pięciu wsi.
W XVIII wieku; Felicjan Szamowski, urodzony w 1719 roku, pełnił urząd podczaszego orłowskiego w latach 1776–1787 i był aktywnym uczestnikiem sejmików lokalnych. W 1767 roku dołączył do Konfederacji Radomskiej jako konsyliarz, co było wyrazem poparcia dla obrony tradycyjnych praw szlacheckich przeciwko reformom króla Stanisława Augusta Poniatowskiego. W 1782 otrzymał ekspektatywy na kasztelana brzezińskiego. Felicjan za życia, dzieli swe dobra między synów, w tym Szamów, Witaliszewice, Witaliszewiczki i Komaszyce.

### Okres zaborów
Syn Felicjana, Ignacy Szamowski, w 1787 roku pełnił urząd podczaszego orłowskiego, a w 1792 roku był konsyliarzem Konfederacji Targowickiej, popierając działania zmierzające do utrzymania dawnego ustroju. Jego bracia również byli sprawczy: Romuald Szamowski, konsyliarz Konfederacji Targowickiej w 1792 roku, Onufry Szamowski, chorąży kawalerii narodowej, i Mateusz Szamowski, szambelan królewski oraz członek łęczyckiej Komisji cywilno-wojskowej. W XIX wieku Ignacy działał w Księstwie Warszawskim, pełniąc funkcję posła na sejmy w latach 1809 i 1811, a w 1812 roku awansował na generała kawalerii. Zmarł w 1827 roku, posiadając dobra Witaszewice, Witaliszewiczki, Komaszyce i Michałowice oraz kamienicę w Łęczycy.
Wincenty Szamowski studiował na WPiA Uniwersytetu Warszawskiego, był członkiem tajnej organizacji studenckiej Związek Przyjaciół Panta Koina. Pod koniec życia nominowany na radcę dworu cesarstwa rosyjskiego. Z kolei jego brat Kazimierz, był porucznikiem WP w królestwie kongresowym.
Alojzy Feliks Szamowski był powstańcem listopadowym. Podobnie jak jego brat, por. Dominik, walczył w 6 Pułku Piechoty Liniowej w randze podporucznika. W marcu 1831 został odznaczony Krzyżem Złotym Orderu Virtuti Militari. Po bitwie pod Ostrołęką trafił do niewoli rosyjskiej i został skazany na zesłanie do guberni wiackiej. Z zesłania powrócił w maju 1832 roku.
Szamowscy byli spokrewnieni m.in. z: Sierakowskimi, Szczawińskimi, Sołłohubami, Działyńskimi, Małachowskimi, Jaxa-Bykowskimi, Wodzińskimi i Walewskimi.

## Przedstawiciele
Najbardziej znani przedstawiciele:
- Lekard (Lekhard) z Szamowa (żył w XIV w.) – protoplasta rodu, właściciel Szamowa
- Stanisław, Urban i Andrzej z Szamowa – świadczą w 1407 przy wywodzie rodowca Dominika ze Świerczyna, jako herbowni Prussy[2]
- Jan Szamowski (zm. 1514) – kasztelan konarski-łęczycki, podstarości łęczycki, burgrabia łęczycki i brzeski, wł. Grabi, Osędowic, Przezwisk, Skrzynek, Siedlewa, Szamowa, Świniar i  Wargawy Starej
- Stanisław Szamowski  (zm. 1536) – kasztelan konarski łęczycki w latach 1513–1530, podstarości łęczycki, poseł na sejmy
- Jan Feliks Szamowski (zm. 1586)  – kasztelanan gostyniński, kowalski i brzeziński, wł. Szamowa, Wargawy Starej, Budek, Włoskowa, Strzegocina, Oraczewa, Kter, Kalinowa, Zieleniewa i Gajewa Górnego
- Bartłomiej Szamowski (zm. po 1595)  – Bartosz Paprocki pisał o nim: „Gospodarz wielki”, posiadał wspólnie z bratem Janem działy w Szamowie, Wargawie Starej, Budkach, Włoskowie, Strzegocinie, Oraczewie, Kterach, Kalinowowie, Zieleniewie i Gajewie Górnym, studiował na Uniwersytecie Jagiellońskim[8][19][20]
- Ermian Szamowski – kasztelan inowłodzki[8]
- Zofia Szamowska – matka arcybiskupa lwowskiego Jana Tarnowskiego[8][21]
- Jan Szamowski – kasztelan gostyniński, wł. Szamowa, Siemienic, Siedlewa, Oraczewa, Gajewa Górnego, Wargawy Małej, Glinnika, Luboradza (posiadanych wspólnie z bratem Stanisławem) oraz Kter, Sójek, Roszkowa i Wierzbowa
- Franciszek Szamowski – stolnik łęczycki, wł. Witaszewice, Wroczyny, Nowe Budy, Sójki i Roszkowo[12]
- Piotr Szamowski – skarbnik łęczycki[8]
- Jakub Szamowski – stolnik łęczycki[8]
- Jan Szamowski – skarbnik łęczycki, wł. Szamowa, Witaleszewic, Nowych, Wilkowia, Daszek i  Rycerzewa[8][22]
- Zofia Szamowska – matka biskupa smoleńskiego Gabriela Wodzińskiego[8]
- Antoni Szamowski (zm. przed 1748) – podstoli bracławski, stolnik łęczycki, wł. Witaleszewic, Witaleszewiczek i Komaszyc[8]
- Felicjan Szamowski (1719–1803) –  podczaszy orłowski, konfederata radomski wł. Szamowa, Witaliszewic, Witaliszewiczek i Komaszy[8][23]
- Ignacy Szamowski (1737–1803) – skarbnik inowłodzki, podczaszy orłowski, wł. Maciszewic, Rycerzewa[8][24]
- Antoni Jan Nepomucen Szamowski (ur. 1781) – skarbnik inowłodzki, wł. Tymienicy[8]
- Ignacy Szamowski (1759–1827) – pułkownik, konfederata targowicki, wł. Witaszewic, Witaliszewiczek, Komaszyc i Michałowic oraz kamienicy w Łęczycy
- Onufry Szamowski – chorąży kawalerii narodowej[8]
- Mateusz Szamowski – szambelan królewski, wł. Grodna[8]
- Wincenty a Paulo Szamowski – radca dworu cesarstwa rosyjskiego, wł. Buczek i Sierżni[16][25]
- Teodor Szamowski – kapitan 1 Pułk Jazdy Krakowskiej, po upadku powstania listopadowego emigrował do Paryża[26][27]
- Alojzy Feliks Szamowski (1805–1896) – podporucznik, kawaler orderu Virtuti Militari, wł. Wólki i Kamieńca
- Dominik Szamowski – porucznik, wł. Rgielewa[28][18]